# Гламочка тврђава
Гламочка тврђава је средњовековна тврђава која се налази на северним падинама планине Старетине изнад града Гламоч. Конструкција ове тврђаве је започета још у 14. веку.

## Галерија
- Тврђава
- Кула